# Starý židovský hřbitov v Praze-Josefově
Starý židovský hřbitov v Praze 1-Josefově, fungoval pravděpodobně od roku 1439 do roku 1786. Jeho předchůdcem byl hřbitov z Nového Města nazývaný Židovská zahrada. Na hřbitově je pohřbena řada významných osobností židovské komunity, jako: Jehuda Liva ben Becalel zvaný Rabi Löw (1609), Mordechaj Maisel (1601), David Gans (1613) a David Oppenheimer (1736). Po uzavření tohoto hřbitova začala židovská komunita využívat původně morový hřbitov v Praze na Žižkově. Ten fungoval od roku 1680 až do 1890 a část jeho zbytků dnes leží pod žižkovskou televizní věží. Od roku 1890 je používán nový hřbitov, který je součástí areálu Olšanských hřbitovů. Starý židovský hřbitov je v současnosti spravován Židovským muzeem v Praze.

## Historie
Nejstarší bezpečně doložený pražský židovský hřbitov byl nazýván Zahrada židovská a nacházel se v blízkosti Vyšehradské cesty na Novém Městě pražském až do roku 1478, kdy ho nechal na četné žádosti měšťanů zrušit český král Vladislav II. Přesné datum založení Starého židovského hřbitova, který zrušený nahradil, neznáme. Dnes převládá názor, že tento hřbitov neexistoval ještě ani v roce velkého pogromu v pražském ghettu roku 1389, a tudíž nevíme, kde se odehrály hrůzné události, které líčí Avigdor Kara ve své elegii za tuto tragédii Všechna ta neštěstí, totiž že během útoku na ghetto rabující lůza pustošila hřbitov, rozbíjela náhrobky a vyhrabávala mrtvé z hrobů (tuto událost popsal také Alois Jirásek ve druhém díle Syn Ohnivcův trilogie Mezi proudy). Nejstarší náhrobní kámen na Starém židovském hřbitově patří právě pražskému rabínovi a básníkovi Avigdoru Karovi, a pochází z roku 1439. Někteří renomovaní vědci, například Gelasius Dobner nebo Jaroslav Schaller (zakladatel pražského vědeckého místopisu), však v minulosti nesprávně posouvali založení Starého židovského hřbitova až o tisíc let nazpět. Kritika názorů zastávajících se vysokého stáří hřbitova započala až s nástupem pozitivismu v polovině 19. století. Hlavním kritikem se stal vrchní rabín pražský Šlomo Jehuda Rappaport (1790–1867). Ačkoli patřil k rodu kohenů, kteří se nesmí pohybovat po hřbitově (pouze po jeho okraji), znovu přečetl nápisy na řadě náhrobků.

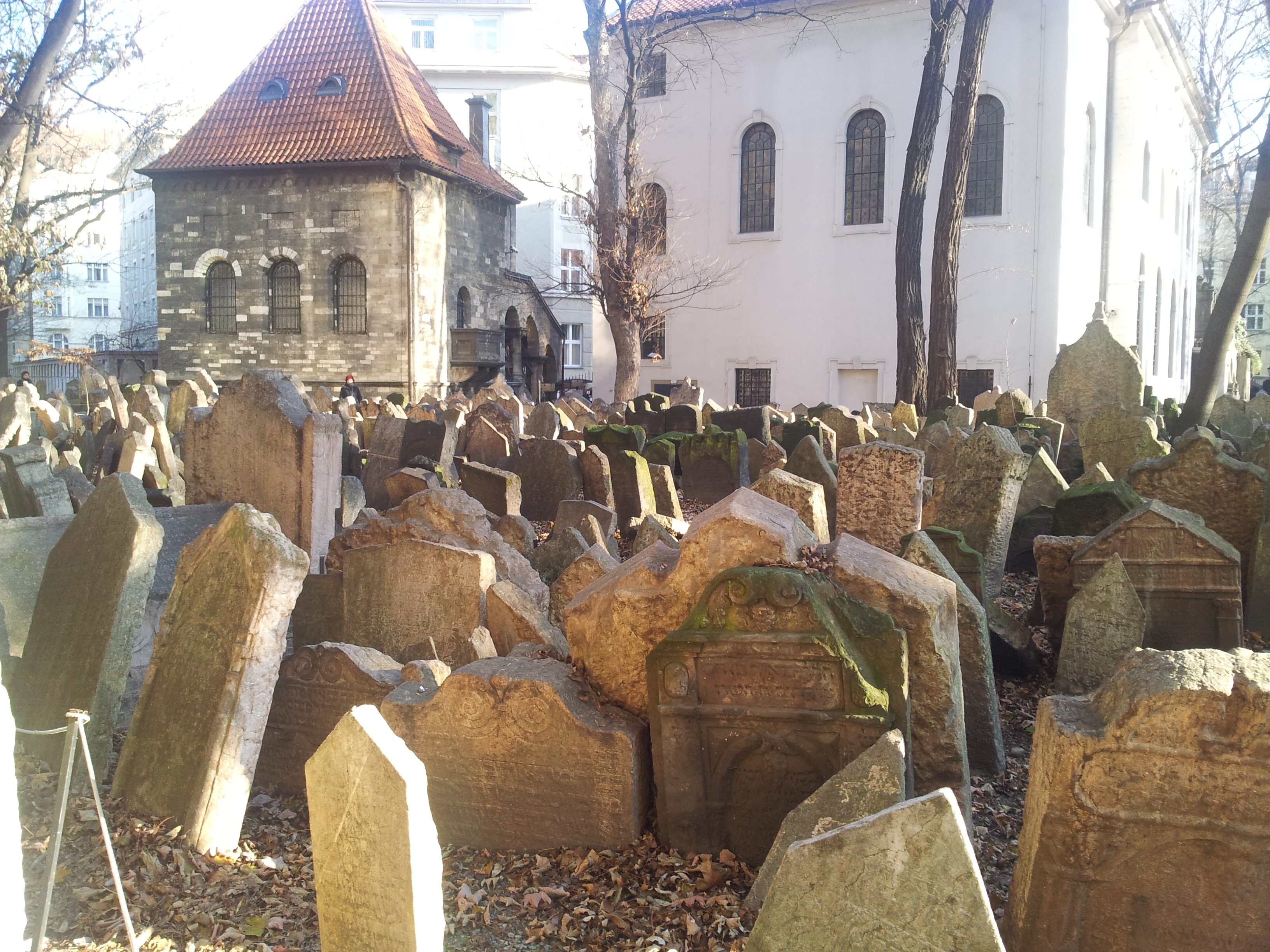
Celkový pohled

Sklonkem první poloviny 15. století počíná kontinuální časová linie vytyčená náhrobky a trvá až do roku 1787, kdy byl vyhlouben poslední hrob pro Mojžíše Lipmana Becka. Tehdy již uplynuly tři roky od rozhodnutí osvícenského panovníka Josefa II., který z hygienických důvodů zapověděl pohřbívání na starých hřbitovech uvnitř městských center.

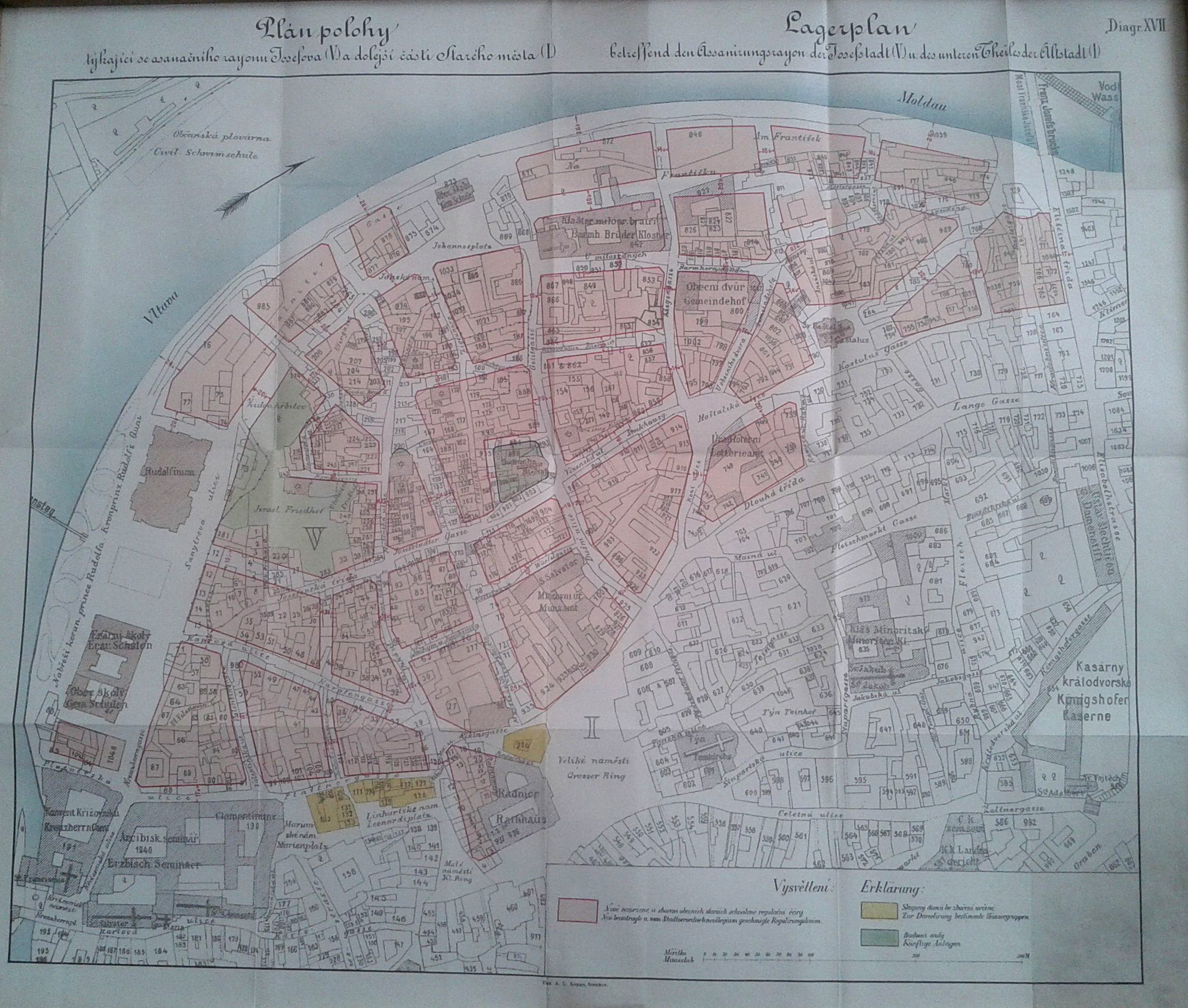
FINIS GHETTO - plán pražské asanace ukazuje plochu zrušené části hřbitova

Hřbitov byl situován na nejvyšším pahrbku židovského města (kóta 192). Zřejmě již poměrně záhy přestal prvotní prostor hřbitova dostačovat, neboť roku 1440 byl přikoupen pozemek od pivovarníka Hanuše (záznam transakce je první písemnou zmínkou o hřbitově). Nejvíce nákupů pozemků k pohřbívání se uskutečnilo v 16. století, také zásluhou Mordechaje Maisela. Od první poloviny 16. století existovala v prostoru ghetta dvě oddělená pohřebiště, která spolu splynula až koncem století sedmnáctého. Poslední prostor, kde se skutečně pohřbívalo, získala obec v roce 1630, poslední rozšíření hřbitovních pozemků se nicméně datuje k 10. listopadu 1768.

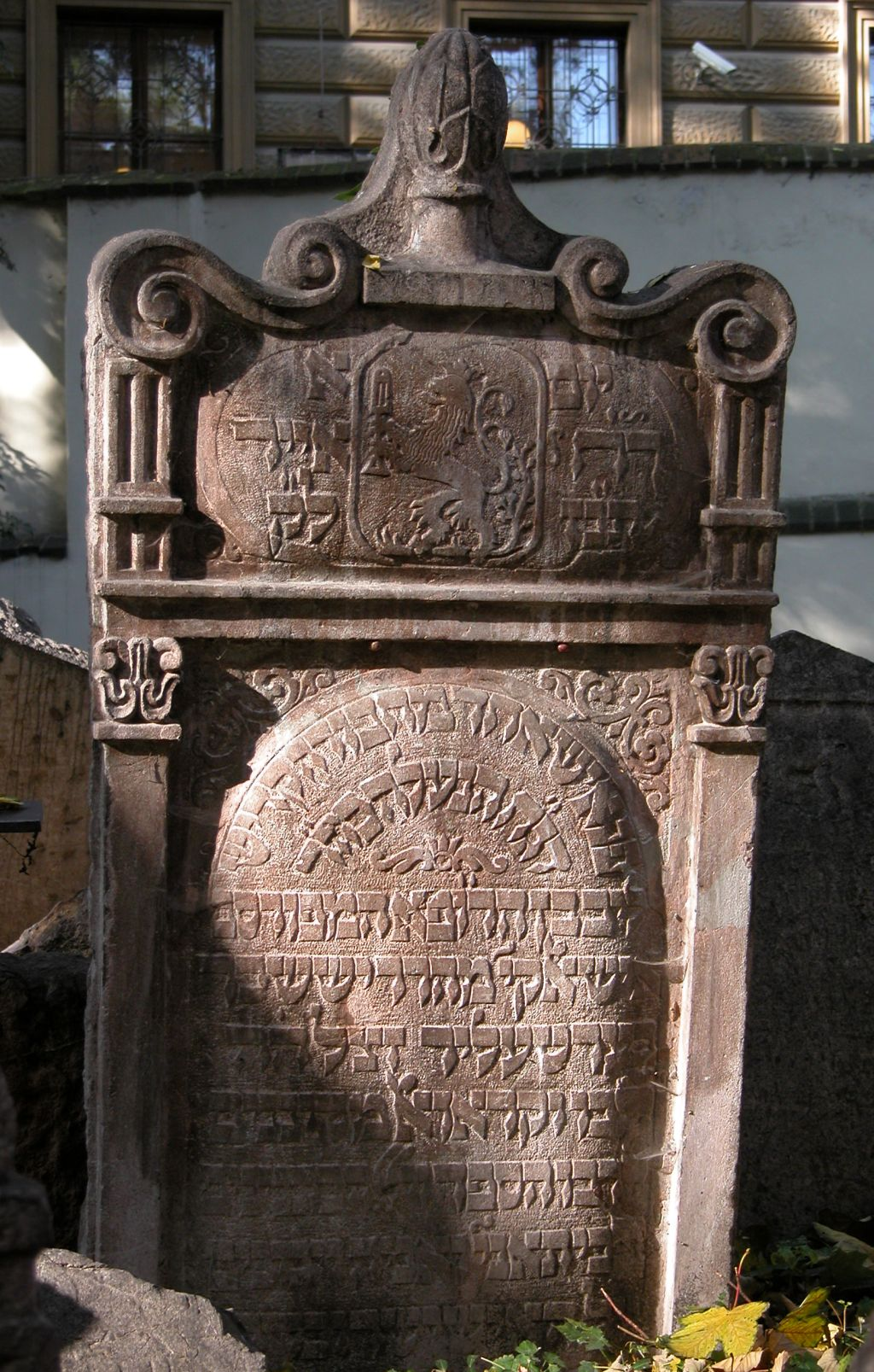
Hrob Jehudy Löwa Tellera

Podle halachy nesmějí židé jednotlivé hroby rušit a především se musí zachovat náhrobek zesnulého. Nedostatek prostoru na Starém židovském hřbitově způsobil, že se na staré hroby navážely vrstvy hlíny, do nichž se opět pohřbívalo. Tímto procesem vzniklo v některých místech až dvanáct vrstev hrobů nad sebou. Staré náhrobky byly někdy vyjmuty a zasazeny na nově zvýšený povrch hřbitova, což vysvětluje jejich nahromadění těsně vedle sebe. V období vlády Františka I. existovaly návrhy na částečné zrušení hřbitova, které ale nebyly realizovány zejména pro kategorický odpor pražského arcibiskupa Václava Leopolda Chlumčanského. Přesto nakonec k redukci hřbitovních ploch došlo v průběhu asanace Starého Města a Josefova po roce 1903. Rozsah průlomů stávajícími ulicemi ukazuje plán vítězného projektu asanace FINIS GHETTO. Severní a jihozápadní cípy hřbitova byly navzdory židovským protestům zahrnuty do asanačního pásma pro rozšíření stávajících ulic a průlomy ulic nově plánovaných. Část pozemku hřbitova zabralo Uměleckoprůmyslové muzeum. V rámci asanace pak byla v roce 1903 vyhlášena soutěž na ohradní zeď židovského hřbitova v jeho novém rozměru. Pomníky ze zrušených částí hřbitova byly zakopány na prázdných místech hřbitova eventuálně zazděny do boční zdi hřbitova, kde jsou dodnes k vidění, a příslušné kosterní ostatky pohřbeny na vyvýšenině zvané „Nefele“ u Klausové synagogy.
Starý židovský hřbitov se stal svou historií a osudem inspirací mnohým českým umělcům. Můžeme jmenovat Antonína Mánesa s jeho krajinářskou školu, Jaroslava Čermáka, Jindřicha Štýrského nebo básníky Jaroslava Vrchlického a Vítězslava Nezvala.

## Náhrobní kameny

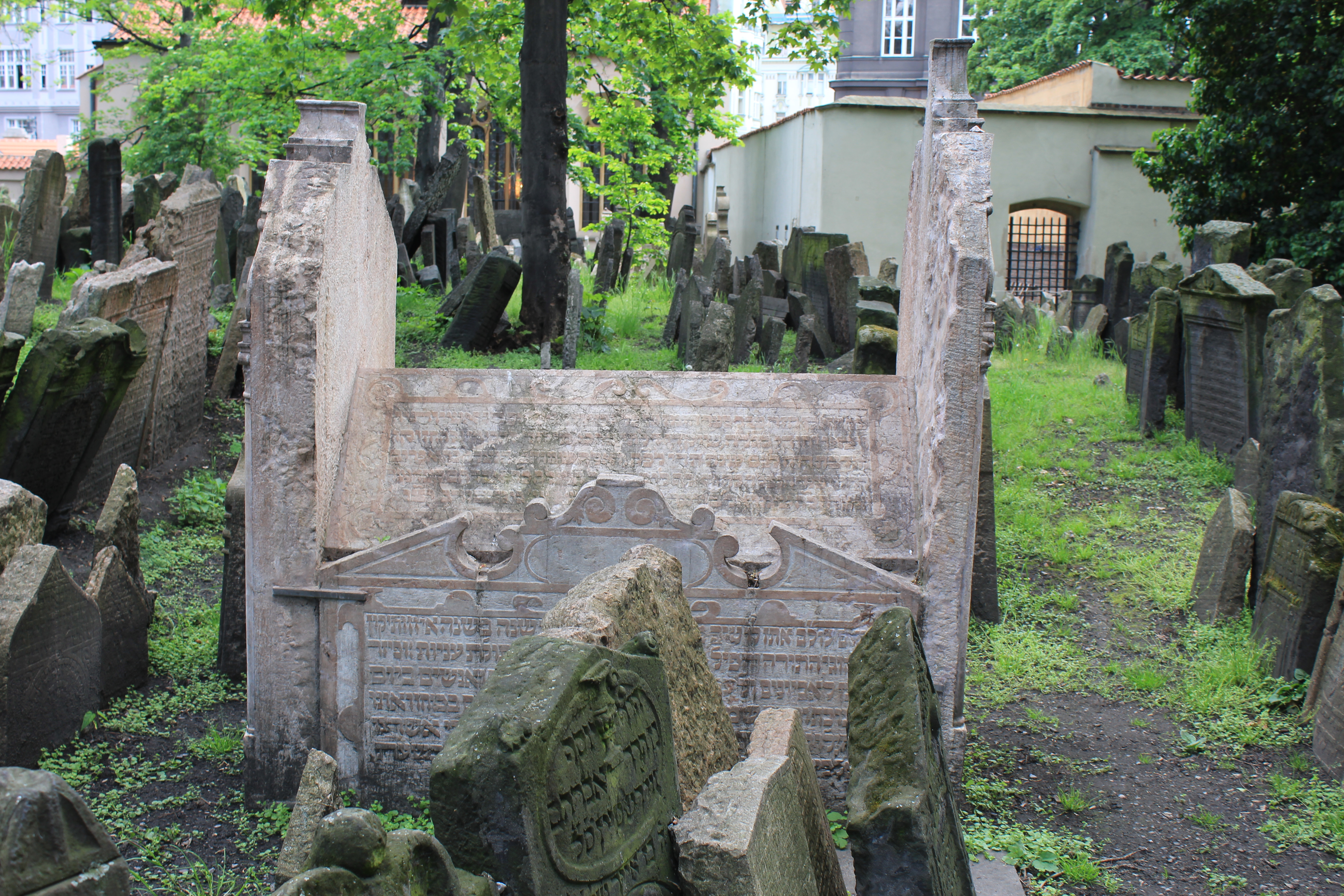
Čtyřstěnná tumba Mordechaje Maisela

U nejstarších náhrobků vidíme jednoduchost provedení, jedná se o pískovcové desky zakončené půlkruhem, štítem či rovinou, do nichž jsou okrasným písmem vytesány příslušné údaje o zemřelém. Od 15. století přibývá na náhrobcích ozdobných prvků, přičemž vrcholu tato tendence dosáhla zřejmě v 17. století. Ve století šestnáctém se počínají na pomnících objevovat rozmanité symboly vyjadřující příslušnost k židovství (nejstarší objevující se symbol Davidovy hvězdy, žehnající ruce u rodů někdejších chrámových kněží kohenů, konvice a misky určené k omývání těchto rukou na hrobech kohenských pomocníků levitů), hodnocení života zesnulého (koruna dobrého jména, vinný hrozen značící plodnost a bohatý život), jeho jméno (nejčastěji zvířata: Lev za Jehudu či Judu – viz Gn 49,9 – Arjeho, případně Lejba, jelínek jako Naftali – Gn 49, 21 – Cvi, nebo Hirsch, medvěd pro jména Jissachar, Dov, či Beer, vlk za Benjamina – Gn 49,27 – Zeeva nebo Wolfa, pokud jde o ženská jména, např. pták za Taubele, Feiglu či Ciporu, růže pro Rosu atd.) případně dědičné přízvisko (opět zvířata, například myš za Maisel, husa pro Gans), dále povolání (krejčovské nůžky, lékařská lanceta, apod.). Od roku 1600 lze vystopovat prvky baroka, kdy se začínají prosazovat čtyřstěnné tumby (hebrejsky „ohel“, tj. stánek), místo do té doby používané plošné stély (tj. sloupek či stojící deska zapuštěná v zemi s funkcí náhrobku). Rakev s ostatky nicméně není umístěna uvnitř tumby, ale v zemi. Nejstarší tumbou je hrob Mordechaje Maisela, tumba je také náhrobkem Maharala. Od poloviny18. století nastupují rokokové doplňky (např. na hrobě rabína Majera, syna Efrajíma Fischla z Boleslavě, z roku 1769). V závěrečné etapě pohřbívání na Starém židovském hřbitově jsou zdobné prvky na pomnících plošší a jejich tvar se opět zjednodušuje.

## Nápisy
Na pomnících je použito běžné hebrejské písmo. Do roku 1500 vidíme rytí do kamene, přibližně od této doby začíná převažovat plastické písmo. Obsahem je jméno zemřelého, jméno otce (u ženy jméno jejího manžela), povolání a čestný titul získaný v obci. Nesmí zde chybět datum úmrtí či pohřbu zapsaného formou normálního letopočtu, anebo tzv. chronogramem, ve kterém se letopočet udává součtem zvlášť podtržených písmen nebo slov. U jména zemřelého bývají eulogie (např. „blažené paměti“) vyjadřované zkratkami. Další částí textu je chvalořeč na zbožný život a oddanost Bohu odešlého, dobročinnost, učenost, charakter a další vlastnosti. Zde je zjevná renesanční stručnost, která je vystřídána barokní a rokokovou mnohomluvností. Od 16. století je pro židy typické, že ke svému prvnímu jménu přidávají název obce (země) ze které pocházejí, nebo kde žili. Tak jenom na Starém židovském hřbitově zaznamenáváme přes 250 „příjmení“ Lieben (= z Libně), 150 Roudniců, 100 Sobotků, 80 Kolínů, 60 Příbramů, 48 Náchodů a Jičínů, 42 Libochoviců, 32 Pardubiců, 22 Knínů, 15 Žebráků, 13 Rožďaloviců, 12 Choceradů, 10 Jeníkovců, 9 Měcholupů, 6 Mělníků, 5 Poděbradů, Přesticů a Městců, 3 Zbraslavi, Litomyšle, Protivíny a Hořice, atd.

## Topografie hřbitova

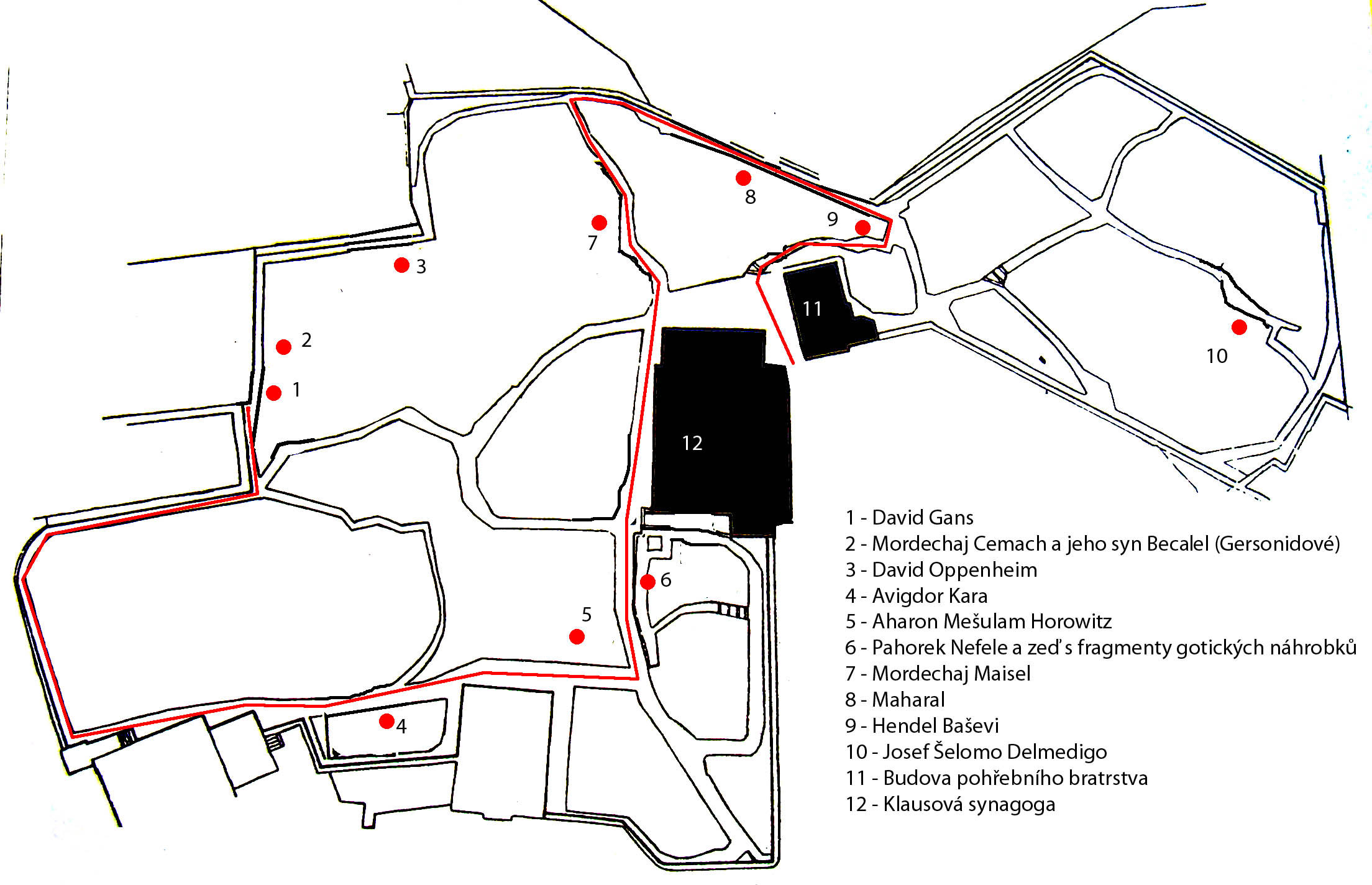
Plánek Starého židovského hřbitova v Praze, současná trasa prohlídky je vyznačena červeně

### Uvchodu
Naproti vchodu vedle Klausovy synagogy (používaném v 19. století) nalezneme:
- Náhrobky lékařů Beera Tellera (zemřel 1688) a jeho syna Löwa Tellera (zemřel 1697)
- Rokokový dvojitý pomník lékařů Šalamouna Gumperce, syna Bendita (zemřel 1729) a jeho syna Mojžíše (zemřel 1742)

### Po levé straně
Po levé straně jsou ve zdi zazděny zbytky nejstarších gotických náhrobků, které byly objeveny roku 1866 při stavbě Měšťanské besedy, v dnešní Vladislavově ulici. Naproti vyvýšenině "nefele" je ukrytý:
- černý náhrobek Aharona Mešulama Horowitze, úředně Žalmana Hořovského (nebo Žalmana Munku, zemřel 1545), který postavil Pinkasovu synagogu jako rodinnou synagogu Horowitzů/Hořovských.
- pomník Mojžíše Lipmana Becka (pohřbeného 1787), který leží na cestě k původnímu vchodu do hřbitova. Jeho pohřeb 17. května 1787 byl posledním na tomto hřbitově. Po tomto datu se pohřbívalo už jen na židovském hřbitově mezi dnešním Žižkovem a Vinohrady, založeném v době moru roku 1680, a to až do otevření nového židovského hřbitova ve Strašnicích.

### Na pahorku Nefele
Na pahorku „nefele“ (nefel = potrat), kde stála dříve židovská nemocnice (shořela roku 1689), se od počátku 18. století pohřbívaly děti, které zemřely před dosažením jednoho měsíce věku. Tady jsou také uloženy ostatky, které musely být odstraněny z částí hřbitova, která podlehla asanaci v roce 1903.

### Památky unovostavby na místě staré nemocnice

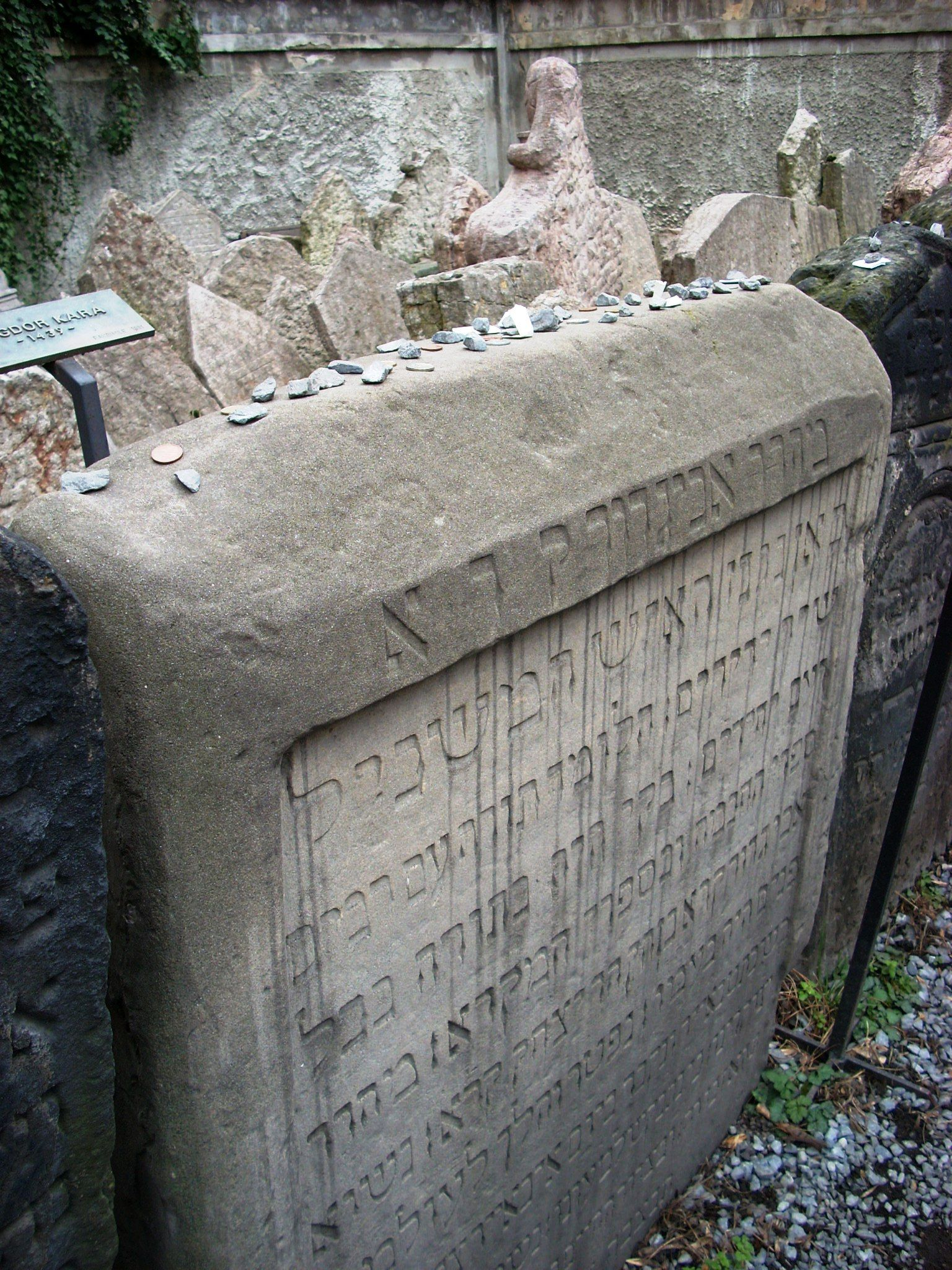
Pomník Avigdora Kara, nejstarší náhrobní kámen na hřbitově

Cestou kolem novostavby na místě staré nemocnice najdeme:
- pomník Avigdora Kara, syna Izákova (zemřel 25. dubna 1439, je to nejstarší zjištěné datum na hřbitově), který byl přítomen velikonočnímu pustošení židovského ghetta v roce 1389, o němž napsal žalozpěv (přeložený do češtiny v roce 1936 Jiřím Langerem), a podle některých vědců měly jeho spisy vliv na učení Mistra Jana Husa.

### Památky uPinkasovy synagogy
U Pinkasovy synagogy se začalo pohřbívat někdy kolem poloviny 16. století, kde jsou:
- Malý pomníček se špičatým štítem, což je hrob Davida Ganse (1541 – 1613) astronoma, matematika, zeměpisce a historika, který byl v kontaktu se dvorem Rudolfa II. Napsal hebrejskou kroniku Ratolest Davidova (Cemach David), v níž popsal mj. i české dějiny.
- Pomník tiskařů Mordechaje Katze (zemřel 1592) a jeho syna Becalela (zemřel 1589). Mordechaj byl synem Gersona Kohena, který v Praze založil slavnou židovskou tiskárnu, ve které byly vytištěny důležité knihy, např. Pesachová hagada (1526), která proslavila pražské tiskaře po celém světě. Mezi odborníky jsou zváni Gersonidové.
- Tumbu Davida Oppenheimera, vrchního rabína pražského a zemského rabína českého (1664 – 1736), jehož vzácná knihovna je dnes umístěna v Bodleyánské knihovně na univerzitě v Oxfordu.

### Další hroby

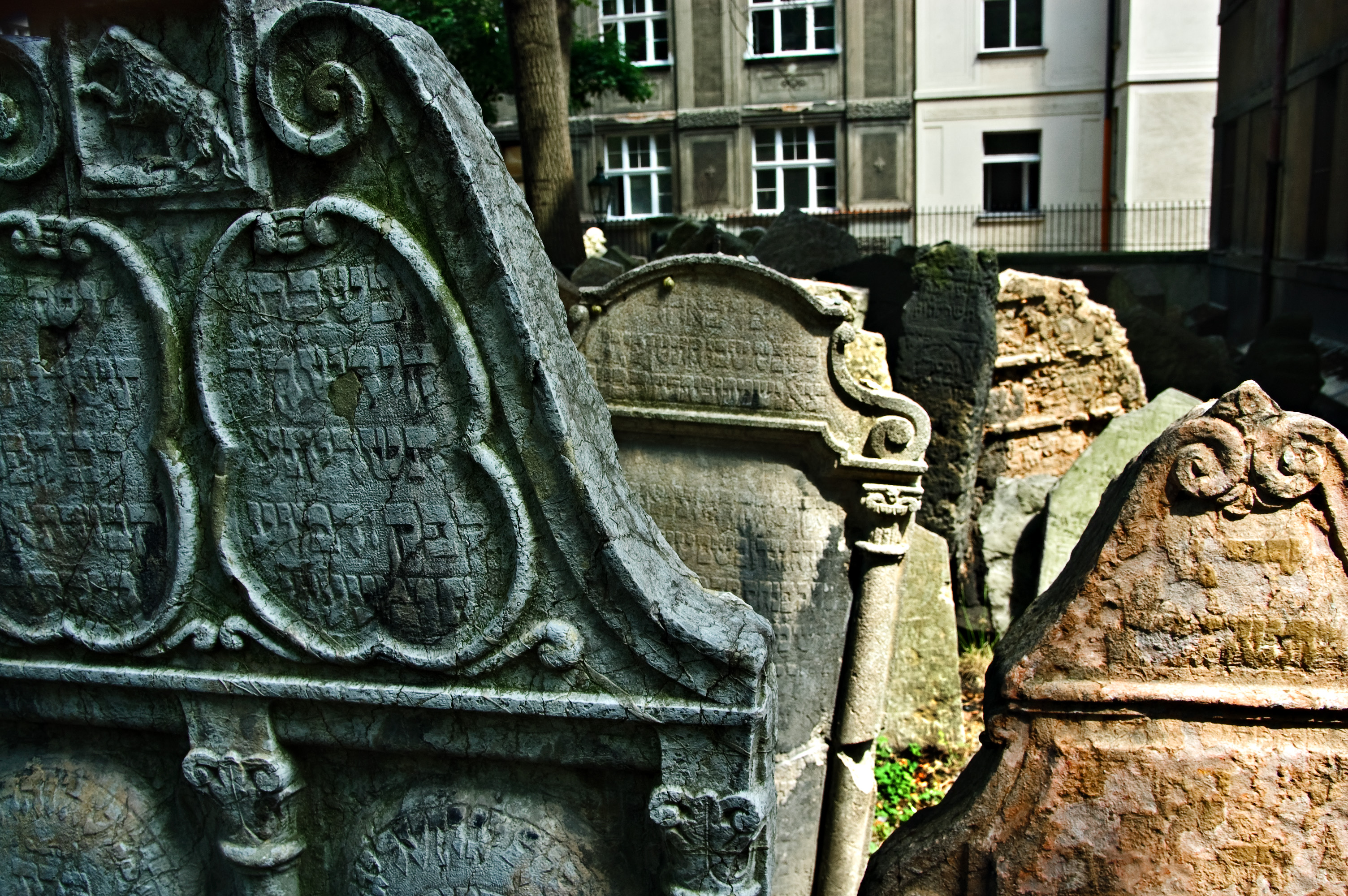
Náhrobní kameny na hřbitově

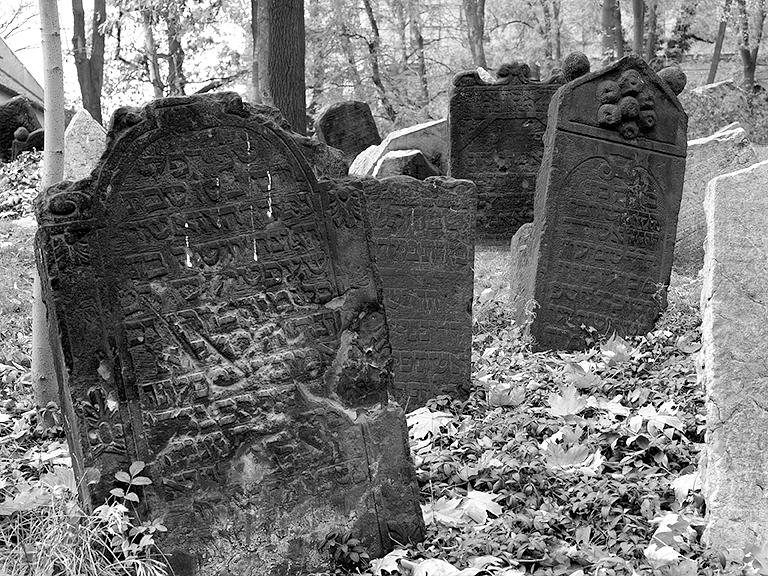
Náhrobní kameny na hřbitově

- Renesanční tumba Mordechaje Maisla (1528 – 1601), filantropa a primase židovské obce. Nechal postavit mnoho veřejných budov – Vysokou a Maislovu synagogu, stejně jako židovskou radnici nebo tři malé budovy, klausy, na jejichž místě dnes stojí Klausová synagoga. Působil jako dvorní žid Rudolfa II.
- Renesanční tumba Jehudy Löwa, syna Becalelova je lokalitou, kam se ubírají návštěvníci hřbitova nejdříve. Celým jménem Jehuda Liva ben Becalel, zvaný též Maharal z Prahy nebo vznešený rabi Löw, byl mimořádným hebrejským učencem. Jeho žákem byl např. David Gans. Život Jehudy Löwa je opředen četnými legendami, z nichž nejslavnější pochází z 18. století o umělém člověku Golemovi.
- Mramorová tumba na jejíž čelní desce je lev, který svírá znak: Jedná se o náhrobek Hendel Baševi, dcery Eberla Geronima, ženy Jakuba Baševiho z Treuenberka (zemřela 1628) a byla známá jako „matka chudiny“. Její manžel Jakub Baševi z Treuenburka (1578 – 1634) byl primasem židovské obce a prvním židem v Čechách, který byl povýšen do šlechtického stavu. On sám je pochován na hřbitově v Mladé Boleslavi
- Tumba Šlomo Efrajima Lunčice, řečeného Kelí Jakar (1515 – 1619), vrchního pražského rabína a komentátora mišny
- Tumba Josefa Šeloma Delmediga de Candia (1591 – 1655), věhlasného matematika, filosofa, přírodovědce a lékaře, který pocházel z Kréty.

## Konspirační teorie
Starý židovský hřbitov je podle zmínky v knize Biarritz od Hermanna Goedscheho (Sir John Retcliffe) místem tajných setkání židovských mudrců, kteří zde osnují své plány na ovládnutí světa. Tato tematika úzce souvisí s tzv. Protokoly sionských mudrců (dokumenty padělanými ruskou tajnou službou, které měly roznítit antisemitismus v Rusku). Touto tematikou se důkladně zabývá román Umberta Eca z roku 2010 Pražský hřbitov (Il cimitero di Praga).